# Chumlee
Pour l’article homonyme, voir Austin K. Russell pour l'homme d'affaires.
Austin Lee Russell, plus connu sous son nom de scène de Chumlee, né le 8 septembre 1982, est un acteur américain, homme d'affaires et personnalité de la téléréalité, connu en tant qu'acteur sur la chaîne History pour l'émission Pawn Stars, les rois des enchères, qui dépeint le quotidien de l'entreprise Gold and Silver Pawn Shop à Las Vegas, où Russell travaille en tant que salarié,. Chumlee est venu travailler au Pawn Shop cinq ans avant le tournage de la première saison,, étant un ami d'enfance de Richard Corey Harrison, dont le père Richard Kevin Harrison, et le grand-père Richard Benjamin Harrison, ont ouvert la boutique en 1989.

## Biographie
Dans l'émission, il est souvent représenté comme le faire-valoir,, mais souvent, il évalue les articles dans son domaine de compétence, des flippers, des baskets et des jeux vidéo,,,,.

## Jeunesse
Russell a eu le surnom de « Chumlee » lorsqu'il avait environ 12 ans, en raison de son grand visage et son menton. Le père de l'un de ses amis a dit qu'il ressemblait au morse Chumlee, de la série télévisée d'animation Tennessee Tuxedo,. Étant enfant, il est devenu un bon ami de Corey, dont le père Rick, et le grand-père Le vieux, ont ouvert la Célèbre Gold & Silver Pawn Shop en 1989. Russell et Corey ont souvent passé du temps dans le Pawn Shop, étant enfants.

## Carrière
Chumlee a commencé à travailler pour le Gold & Silver Pawn Shop à l'âge de 21 ans, y ayant travaillé pendant cinq ans avant le tournage de la première saison de la télé-réalité Pawn Stars, en juillet 2009. Ses fonctions incluaient le travail derrière le comptoir de la boutique, tels que les tests des éléments, le chargement des articles et l'enregistrement des billets pour les articles achetés par les clients,.
Dans la série, il est dépeint comme le faire-valoir, souvent cible des blagues des autres pour son manque d'intelligence et de son incompétence, pour laquelle il a été désigné comme un « idiot du village ». Chumlee y a répondu en expliquant qu'il est sous-estimé et démontre son expertise en machines de flipper, qu'il utilise dans l'épisode Pinball Assistants de la deuxième saison, à la grande surprise de Corey, comme un exemple de l'un de ses domaines d'expertise.
Chumlee a émergé comme le personnage égaré et un favori des fans de la série. Grâce au succès de l'émission, il a créé sa propre entreprise qui vend des articles de fantaisie, y compris des T-shirts de sa propre conception, et organise ses apparitions publiques. Il a vendu la moitié de ses actions dans la société en 2010 à Rick Harrison pour 155 000$, de sorte que le magasin puisse traiter les commandes de sa marchandise de manière plus efficace. Les ventes de marchandises de Chumlee ont dépassé celles des autres stars de l'émission, en raison de sa popularité.
Chumlee est apparu dans l'épisode Tous à Vegas (iLost My Head in Vegas) de la série télévisée américaine iCarly, en jouant son propre rôle aux côtés de Rick et Corey le 3 novembre 2012.
En mai 2017, Chumlee a ouvert un magasin de bonbons nommé Chumlee's candy on the Boulevard, en face de la rue de Gold and Silver Pawn Shop à Las Vegas.

## Vie personnelle
Chumlee est un collectionneur de chaussures, possédant plus de 200 paires. Il aime également le sport, Pokemon TCG, les jeux vidéo et le skateboard. Il est un fan à la fois de punk-rock et de la musique rap. Fan des séries Boardwalk Empire, Sons of Anarchy et Breaking Bad, il aime également conduire sa Buick Regal de 1986, qu'il a personnalisée avec les ascenseurs hydrauliques à l'avant et à l'arrière. Il est également propriétaire d'une Rolls-Royce Phantom, d'une Maserati GranTurismo, d'une Cadillac Escalade, d'un Range Rover, et d'une Impala SS de 1964.
En septembre 2013, Chumlee a changé ses habitudes de vie et a perdu 75 lb (34 kg) en une année en faisant de l'exercice dans une salle de gym, six jours par semaine tout en améliorant son régime alimentaire, en buvant plus de jus, en mangeant plus de légumes et en s'abstenant de la viande rouge, un changement qui a été inspiré par la mort de son père à l'âge de 54 ans d'un cancer du pancréas, deux semaines avant les débuts de Pawn Stars. Le régime de Chumlee lui a permis d'être en mesure de monter sur un aéroglisseur qu'il avait acheté plus tôt dans la série mais ne pouvait pas utiliser en raison d'une limitation de poids d'environ 113 kilos.
Sa femme, Tanya Hyjazi, est une cheffe cuisinière pour un grand casino de Las Vegas.

## Problèmes judiciaires
Le 9 mars 2016, le domicile de Chumlee est perquisitionné au cours d'une enquête sur des allégations d'agression sexuelle. Lors de la perquisition, la police trouve de la méthamphétamine, de la marijuana et une arme à feu. Lors d'une seconde perquisition, la police retrouve onze armes à feu supplémentaires, dont un pistolet électrique, un fusil à pompe, un MP5, et des fusils de calibre 223. La plupart des armes à feu sont découvertes dans un coffre-fort de la chambre à coucher, avec 17 multi-doses « barres » de l'anxiolytique Xanax et sept capsules contenant de petites quantités de méthamphétamine, selon la police. Elle retrouve également des preuves de possibles traces de cocaïne dans la propriété. Par la suite, Chumlee est arrêté.
Il est libéré sous caution le jour suivant. Sa première comparution au tribunal est fixée au 11 mars 2016,,.
Le 23 mai 2016, Chumlee est accusé de 20 délits, notamment de possession de drogue et port d'arme. David Chesnoff, avocat de Russell, confirme que la star de téléréalité a plaidé coupable en ce qui concerne la possession illégale d'une arme à feu et pour un délit de tentative de possession de drogue dans une affaire pouvant entraîner trois ans de probation et de service d'aide,.
Aucune charge n'est retenue à propos des allégations d'agression sexuelle et il n'est pas poursuivi pour ce chef d'accusation.

## Dans la culture populaire
Chumlee est utilisé comme un modèle pour un personnage secondaire apparaissant dans la série de la franchise de Little Witch Academia.